# Remigia guenei
Remigia guenei là một loài bướm đêm trong họ Erebidae.